# Monesterio (kommunhuvudort)
Monesterio är en kommunhuvudort i Spanien.   Den ligger i provinsen Provincia de Badajoz och regionen Extremadura, i den sydvästra delen av landet, 300 km sydväst om huvudstaden Madrid. Monesterio ligger 731 meter över havet och antalet invånare är 4 378.
Terrängen runt Monesterio är kuperad söderut, men norrut är den platt. Runt Monesterio är det glesbefolkat, med 13 invånare per kvadratkilometer. Närmaste större samhälle är Fuente de Cantos, 18,7 km norr om Monesterio. 